# 특별이익
특별이익(特別利益)은 기업에서 비정상이며 비반복적으로 일어나며 발생빈도가 매우 낮은 이익이다.

## 종류
다음과 같은 것들이 있다.
- 자산수증이익

주주나 다른 자로부터 자산을 무상으로 증여받을 경우 자산수증이익으로 처리된다.
- 채무면제이익

채무가 면제 또는 소멸될 경우 해당 금액만큼을 채무면제이익으로 처리한다. (차:부채감소 / 대:수익발생)
- 보험차익

재해 등으로 비유동자산이 손실을 입었을 때 받는 보험금이 해당 비유동자산의 장부가액보다 많을 경우 그 초과금을 보험차익으로 처리한다.
- 기타의 특별이익